# Vojtěch Kryšpín

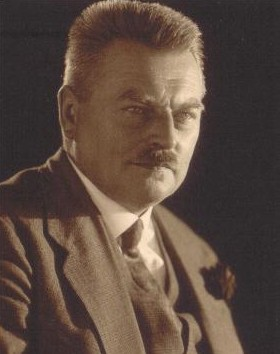
Vojtěch Kryšpín

Vojtěch Kryšpín (* 27. April 1876 in Bystré u Poličky; † 5. Oktober 1959 in Davle) war ein tschechischer Ingenieur und Lokomotiv-Konstrukteur.

## Leben

### Ausbildung
Vojtěch Kryšpín wuchs in der Familie des Schulleiters Josef Václav Kryšpín in Bystré u Poličky auf. Später schickte ihn sein Vater nach Prag, wo er das Realgymnasium in der Kleinseite besuchte und anschließend in der Maschinenbauabteilung der Industriehochschule aufgenommen wurde. 1894 kam er nach dem Abitur als Techniker in die Erste Böhmisch-Mährische Maschinenfabrik in Prag (ab 1927 ČKD, Českomoravská Kolben a.s.) und schloss berufsbegleitend seine Ausbildung an der Tschechischen Technischen Universität Prag mit guten Noten ab. Als einjähriger Freiwilliger diente er bei der Kriegsmarine in Pola.

### Beruflicher Werdegang
Nach dem Militärdienst kehrte Vojtěch Kryšpín zur Ersten Böhmisch-Mährischen Maschinenfabrik zurück, nun aber in die zu diesem Zeitpunkt von Ingenieur Mařík geleitete Lokomotivbauabteilung, wo er neue Komponenten zur Serienreife brachte. 1902 wurde er zum Leiter des Konstruktionsbüros ernannt und verbesserte die Produktion weiter. 1906 wurde auf der dem Transportwesen gewidmeten Mailänder Weltausstellung die Reihe 108 der k.k. Staatsbahnen ausgestellt, die als Meisterwerk ihrer Zeit galt. Dort gewann sie den ersten Preis – „Grand Premio“ – und Vojtěch Kryšpín eine Silbermedaille mit Diplom für die verbesserte Konstruktion. Später konstruierte er selbst und wechselte von den kleinen Maschinen allmählich zu den großen Güter- und Schnellzuglokomotiven. 1919 wurde Kryšpín zum Leiter der Lokomotivabteilung ernannt und erschuf in den Folgejahren das nach ihm benannte Baureihenschema. 1924 entwickelte er die universell im Personen- und Güterzugdienst einsetzbare Baureihe 423.0 als Nachfolgerin für die Baureihe 310.
Weil es in der Tschechoslowakei bis zum Ende der Dampflokomotivherstellung kaum eine Baureihe gab, an deren Entstehung Kryšpín nicht direkt oder beratend beteiligt war, wurde er auch im Ausland als Gründer der sogenannten „Tschechischen Lokomotivschule“ bezeichnet. Dabei ging es nicht nur um technische Aspekte, sondern auch um optische Qualitäten. Davon profitierten die „Mikado“ genannte ČSD-Baureihe 387.0 und der „Albatros“ (ČSD-Baureihe 498.0). Gleichzeitig bildete Kryšpín viele junge Konstrukteure aus. Unter seiner Regie erarbeitete das Unternehmen Aufträge für Serienlokomotiven innerhalb von nur drei Monaten. Auch die ČSD-Baureihen 423.0 (1921), 365.0 (1921), 455.1 (1924), 456.0 (1927), 464.0 (1933), spätere 524.1 (1918) und 486.1 (1934) stammen aus seiner „Feder“.
1927 wurde Vojtěch Kryšpín stellvertretender Oberdirektor und auf dem Höhepunkt seiner Karriere 1929 ČKD-Hauptdirektor. Dort blieb er auch nach seinem Ausscheiden aus dem Berufsleben im Jahre 1933 ständiger Berater.

### Privatleben und Tod
Vojtěch Kryšpín war der Älteste seiner Brüder Josef (1877–1941) und Karel (1878–1954). 1906 heiratete er in der Kirche der Heiligen Dreifaltigkeit in Prag-Podskalí Maria Ullíková (1886–1944), Tochter von Johann Ullík. Im darauffolgenden Jahr kam sein Sohn Jan auf die Welt († 1995).
Kryšpín ließ sich 1928 in Davle an der Mündung der Sázava in die Moldau ein Haus bauen und nahm dort seinen Wohnsitz. Privat beschäftigte er sich mit Volkskunst, alten, volkstümlich verzierten Möbeln, Majolika und Porzellan. Er war „Berater“ des akademischen Malers Vilém Kreibich, insbesondere bei der Gestaltung von Leinwänden mit Dampflokomotiven.
Kryšpín starb am 5. Oktober 1959 und damit in dem Jahr, in dem der Bau von Dampflokomotiven in der Tschechoslowakei beendet wurde.

## Ehrungen
Im Jahr 2009 wurde in Prag 10, Katastralbezirk Dolní Měcholupy, eine Straße nach dem Konstrukteur „Kryšpínova ulice“ benannt.